# Beisfjord
Beisfjord est une localité du comté de Nordland, en Norvège.

## Histoire
Pendant la Seconde Guerre mondiale, un camp de concentration existait dans la ville. Les prisonniers étaient russes et yougoslaves, principalement serbes. 
Plusieurs centaines sont morts sur place, certains à cause du typhus, mais la plupart ont été massacrés sur ordre de Josef Terboven le 18 juillet 1942 ((en) massacre de Beisfjord).

## Géographie
Administrativement, Beisfjord fait partie de la kommune de Narvik.